# Barbara Kent
Pour les articles homonymes, voir Kent (homonymie).
Barbara Kent est une actrice canadienne née le 16 décembre 1907 et morte le 13 octobre 2011. Elle était l'une des dernières stars encore en vie au XXIe siècle de l'époque du cinéma muet.

## Filmographie
- 1926 : La Chair et le Diable (Flesh and the Devil) de Clarence Brown : Hertha von Eltz
- 1926 : Prowlers of the Night
- 1927 : The Lone Eagle
- 1927 : Sans loi (No Man's Law) de Fred Jackman : Toby Belcher
- 1927 : The Small Bachelor
- 1927 : The Drop Kick
- 1928 : Voleuse d'amour (Modern Mothers) de Phil Rosen : Mildred
- 1928 : Stop That Man  .
- 1928 : C'est mon papa! (That's My Daddy) de Fred C. Newmeyer : Molly Moran
- 1928 : Solitude (Lonesome) de Paul Fejos
- 1929 : Quel phénomène ! (Welcome Danger) de Clyde Bruckman : Billie Lee
- 1929 : L'École du courage (The Shakedown) de William Wyler : Marjorie
- 1930 : Night Ride
- 1930 : Dumbbells in Ermine
- 1930 : À la hauteur (Feet First) de Clyde Bruckman : Barbara
- 1930 : What Men Want
- 1931 : Freighters of Destiny
- 1931 : Quartier chinois (Chinatown After Dark) de Stuart Paton
- 1931 : Grief Street
- 1931 : Indiscret (Indiscreet) de Leo McCarey
- 1932 : Self Defense
- 1932 : Je ne suis pas un lâche (Pride of the Legion) de Ford Beebe : Martha Tully
- 1932 : No Living Witness
- 1932 : Beauty Parlor
- 1932 : Vanity Fair
- 1933 : Marriage on Approval
- 1933 : Her Forgotten Past
- 1933 : Oliver Twist de William J. Cowen
- 1933 : Reckless Decision
- 1935 : Swellhead
- 1935 : Guard That Girl.
- 1935 : Collège rythme (Old Man Rhythm) de Edward Ludwig